# Erich Wolfgang Korngold
Erich Wolfgang Korngold (Brno (Moravië), 29 mei 1897 – Hollywood, 29 november 1957) was een Amerikaans componist van Oostenrijkse afkomst. Hij genoot vooral aanzien in Hollywood als filmcomponist. Onder zijn orkestrale werken en opera’s bevinden zich enkele grootse werken.

## Biografie
Hij was de tweede zoon van de advocaat en muziekcriticus Julius Korngold (1860-1945) en Josefine Witrofski. Zijn oudere broer Hans Robert Korngold (1892–1965) was ook musicus. Zijn vader, assistent van Eduard Hanslick, bombardeerde Erich Wolfgang al op zijn vijfde jaar tot wonderkind. Gustav Mahler noemde hem ‘de nieuwe Mozart’ en een genie en Rudolf Mengelberg beschreef hem in een programma van het seizoen 1919/1920 van het Concertgebouw als "Een uit de hemel gevallen musicus". Mahler beval Korngold aan bij Alexander von Zemlinsky voor muziekstudie. Zemlinsky stelde dat hij Korngold niets meer kon leren.
Al op negenjarige leeftijd ging hij aan het Weense conservatorium bij Robert Fuchs muziek studeren.
Op vijftienjarige leeftijd componeerde hij een Sinfonietta, dat ook een werk van een ervaren componist zou kunnen zijn. Het is een stuk in de broeierige, hoogromantische stijl; modern, maar nergens dwaalt Korngold van de tonaliteit af.
Zijn grootste invloeden waren de muziek van Richard Strauss en Giacomo Puccini. Zij is volkomen vreemd van wat men in het Duits ‘Angst’ noemt en is daardoor ver verwijderd van die van tijdgenoten als Franz Schreker en Zemlinsky.
Tot in de jaren 1930 reisde Korngold heel Europa door. De eerste reizen waren initiatieven van zijn vader. Hier ligt zeker een parallel met Mozart en diens vader.
Volgens de Kroniek van het Concertgebouw voerde het Concertgebouworkest onder leiding van Willem Mengelberg op 13 oktober 1912 in Amsterdam Eine Schauspiel-Ouverture van hem uit, op 14 oktober 1917 gevolgd door zijn Synfonietta en op 26 november 1925 door Viel Lärmen um nichts. Tijdens de jubileumconcerten naar aanleiding van Mengelbergs 25-jarig jubileum als dirigent van het Concertgebouworkest werd ook een werk van Korngold gespeeld en leverde Korngold een bijdrage voor het Gedenkboek Mengelberg 1895-1920.
In 1934 kwam Korngold voor het eerst in Hollywood met de opdracht voor muziek bij de film A Midsummer Night’s Dream te componeren, waarvoor hij de toneelmuziek van Mendelssohn bewerkte.
In 1935 werd hem door Warner Bros. gevraagd muziek te componeren voor de film Captain Blood. Hierop volgden 18 filmcomposities in 12 jaar. Errol Flynn speelde in veel van de films de hoofdrol. Het waren – voor die tijd – spectaculaire avonturenfilms met exotische locaties, zeegevechten en romantiek. Voor de film The Adventures of Robin Hood uit 1938 kreeg Korngold een Oscar voor de categorie Beste Muziek.
Zijn filmmuziek heeft dezelfde grandeur, pathos en soms bombast als zijn orkestwerken. Korngold noemde deze composities ‘opera’s zonder woorden’. In deze muziek was Korngold een pionier. Zijn wijze van componeren beïnvloedde filmcomponisten als Max Steiner, Franz Waxman, Hugo Friedhofer en John Williams.
De Tweede Wereldoorlog blokkeerde Korngolds terugkeer naar Europa. Hij was er – met zijn Joodse bloed – ook niet meer welkom. Zijn muziek werd in die tijd in Europa niet meer uitgevoerd.
Na 1947 componeerde hij geen opera’s meer en voltooide hij nog enkele orkestwerken met solo-instrumenten.

## Werken
Op veertienjarige leeftijd componeerde hij Eine Schauspiel-Ouverture, in première gebracht door Arthur Nikisch, die door de kritiek werd gewaardeerd. Zijn Sinfonietta op. 5 vertoont invloed van Richard Strauss, die dit werk heeft gedirigeerd, evenals Felix Weingartner.
Korngolds orkestwerken zijn foutloos gecomponeerde stukken met een sterk pathos, een hoog dramatisch gehalte en volmaakte orkestratie. Aan zijn werken wordt soms een vorm van bombast toegeschreven die niet iedereen waardeert. Vaak zijn ze zo perfect geconstrueerd dat critici opmerkten dat ze wat emotieloos overkomen. Uitzonderingen daarop vormen het adagio uit zijn Symfonie in F en de eerste twee delen van het vioolconcert.
Het Pianoconcert is speciaal voor de pianist Paul Wittgenstein gecomponeerd, die zijn rechterarm in de Eerste Wereldoorlog had verloren. Het Vioolconcert beleefde zijn première met Jascha Heifetz en het St. Louis Symphony Orchestra in 1947. Het Celloconcert is in 1950 ontstaan uit zijn muziek voor de film Deception (1946).
Korngolds eerste twee opera’s – Der Ring des Polykrates en Violanta – werden door Bruno Walter in première gebracht bij de Bayerische Staatsoper in München.
De opera Die tote Stadt, die Korngolds meesterwerk wordt genoemd, beleefde een simultaan-première in Hamburg en Keulen.
Korngold heeft ook kamermuziek, liederen en diverse pianowerken op zijn naam staan.

### Kamermuziek
- Pianotrio in D op. 1, 1910
- Fuga voor strijkkwartet, 1912
- Sonate voor viool en piano in G op. 6, 1913
- Strijksextet in D op. 10, 1916
- Pianokwintet in E op. 15, 1922
- Suite Much Ado about Nothing op. 11, voor viool en piano, 1919 (arrangement van de orkestsuite op. 11)
- Strijkkwartet nr. 1 in A op. 16, 1923
- Suite voor 2 violen, cello en piano linkerhand op. 23, 1930
- Strijkkwartet nr. 2 en Es op. 26, 1933
- Strijkkwartet nr. 3 in D op. 33, 1945
- Romance-impromptu voor cello en piano, 1946

### Theaterwerken
- Der Ring des Polykrates, op. 7, opera (naar H. Teweles)
- Violanta, op. 8, opera op een (libretto van H. Müller)
- Much ado about Nothing, op. 11 (toneelmuziek bij het stuk van William Shakespeare), 1919
- Die tote Stadt, op.12, opera (libretto Paul Schott, naar de roman van Georges Rodenbach, Bruges la morte)
- Das Wunder der Heliane, op. 20 (libretto Hans Müller, naar een mysteriespel van Hans Kaltneker)
- Die Kathrin, op. 28 (libretto E. Decsey)
- Der Schneemann (pantomime, script: E.W. Korngold)
- Der Vampyr (toneelmuziek), 1923
- The Silent Serenade, op. 36 (stage comedy, libretto: E.W. Korngold/H. Reisfeld), 1946

### Orkestwerken
- Märchenbilder op. 3, 1913
- Schauspiel Ouvertüre op. 4, 1911
- Charakterstudie für großes Orchester, 1911
- Sinfonietta, op. 5, 1912
- Tanz im alten Stil, voor klein orkest, 1917
- Sursum coda, op. 13, symfonische overture, 1921
- Pianoconcert in C, op. 17, voor piano linkerhand en orkest, 1923
- Die kleine Serenade, op. 24, voor klein orkest, 1931-1932
- Tomorrow, op.33, symfonisch gedicht voor koor en orkest, 1942
- Vioolconcert in D, op. 35, 1945
- Celloconcert in C, op. 37, 1950
- Symfonische serenade in B voor strijkers op. 39, 1947
- Symfonie in F, op. 40, 1951-1952
- Thema en variaties, op. 42
- Straussiana, 1953

### Filmmuziek
- A Midsummer Night’s Dream, arrangement van Felix Mendelssohns muziek, 1934
- Captain Blood, 1935
- Another Dawn, 1936
- Anthony Adverse, 1936
- Give up this Night, 1936
- The Green Pastures, 1936
- Rose of the Ranch, 1936
- The Prince and the Pauper, 1937
- The Adventures of Robin Hood, 1938
- Juarez, 1939
- The Private Lives of Elizabeth and Essex, 1939
- The Sea Hawk, 1940
- The Sea Wolf, 1941
- Kings Row, 1942
- The Constant Nymph, 1942
- Devotion, 1943
- Between Two Worlds, 1944
- Of Human Bondage, 1945
- Deception, 1946
- Escape me Never, 1946
- Magic Fire (naar Richard Wagner), 1954

## Opnamen
Op diverse cd-labels, waaronder CPO en Chandos, zijn de meeste orkestwerken en filmscores uitgebracht, evenals enkele opera’s van Korngold zoals Die Kathrin en Der Ring des Polykrates. Het vroegere label Decca had in zijn catalogus een opname van de opera Das Wunder der Heliane. Bij Sony Classical) verscheen de opera Violanta. Tientallen violisten, onder wie Jascha Heifetz, Gil Shaham, Itzhak Perlman, Anne-Sophie Mutter, Liza Ferschtman, Renaud Capuçon en Vilde Frang, hebben het vioolconcert opgenomen. Dat is daarmee zijn populairste compositie, samen met Glück das mir verblieb (Marietta’s lied) uit de opera Die tote Stadt, die bij Arthaus op dvd verscheen.